# Henri IV Reuss de Köstritz
Henri IV, prince Reuss (26 octobre 1919 – 20 juin 2012) est le chef de la maison Reuss de 1962 à sa mort.

## Biographie
Il est né à Ernstbrunn, en Autriche. C'est le fils du prince Henri XXXIX Reuss de Köstritz (de) et de la comtesse Antonia de Castell-Castell. Henri IV devient chef de famille princière après la disparition d'Henri XLV en 1945 et déclaré mort en 1962. Il vivait avec sa famille au château d'Ernstbrunn en Basse-Autriche. Son fils, le prince Henri XIV a également acheté une propriété expropriée en Allemagne de l'Est.

## Mariage et enfants
Le 10 juin 1954, il épouse la princesse Marie Louise de Salm-Horstmar (en) (1918-2015), fille d'Otton II (de), prince de Salm-Horstmar et de la comtesse Rosa de Solms-Baruth. Ils ont un fils et trois filles :
- Henri XIV Reuss (né le 14 juillet 1955), actuel chef de famille, marié à la baronne Johanna Raitz von Frentz (en), fille de Jan, baron Raitz von Frentz et de la baronne Marie-Kunigunde zu Hoenning O'Carroll. Ils ont deux fils et deux filles[3]:
  - Henri XXIX, prince héréditaire Reuss (né le 2 mars 1997)
  - Tatiana Reuss (née le 24 juin 2001)
  - Luise Reuss (née le 5 mars 2005)
  - Heinrich V Reuss (né le 12 janvier 2012)
- Anna Elisabeth Johanette Reuss (née le 29 juin 1957)
- Karoline Adelma Henriette Anna Elisabeth Reuss (née le 23 juin 1959), mariée à Carl Philipp, baron von Hohenbuhel gennant Heufler zu Rasen.
- Anna Elisabeth Eleonore Reuss (née le 22 juillet 1962), mariée au comte Johannes Ferdinand Kinsky von Wchinitz und Tettau.